# Grandvillers
Grandvillers ([gʁɑ̃vile], en vosgien de la montagne [gʁɑ̃vilɛ]) est une commune française située dans le département des Vosges en région Grand Est et membre de la communauté de communes Vologne-Durbion.
Ses habitants sont appelés les Grandvillerois.

## Géographie

### Localisation

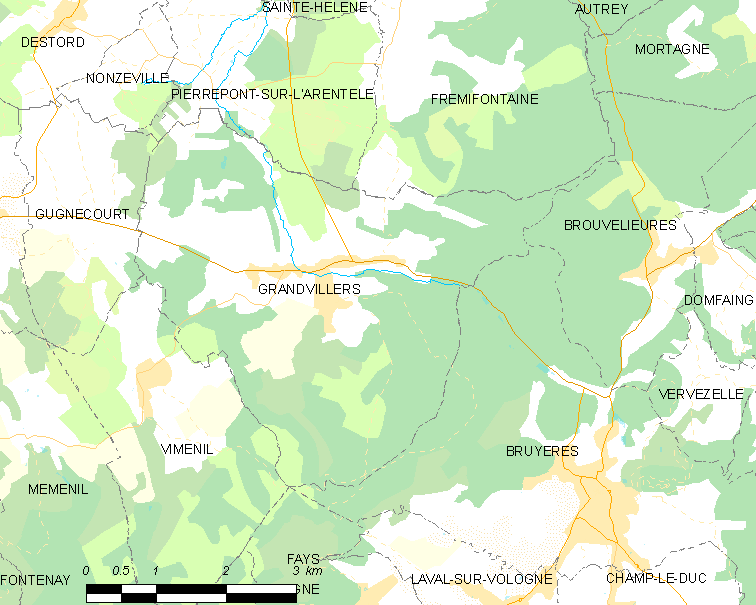
Situation géographique de Grandvillers.

Grandvillers est située à 6 km de Bruyères, sur une colline. Le village s'étire sur le parcours de la route départementale D 420. Il est traversé par le Durbion et par l'Arentèle.

### Géologie et relief
La commune se compose de 86,00 hectares de territoires artificialisés (4,91 %), 546,58 hectares de territoires agricoles (31,22 %) et 1 118,27 hectares de forêts et milieux semi-naturels (63,86 %).
Espaces naturels :
- Deux zones naturelles d'intérêt écologique, faunistique et floristique (Znieff) :

Massif vosgien,
Ruisseau des roseaux et affluents à Fremifontraine.

### Hydrographie et les eaux souterraines
Hydrogéologie et climatologie : Système d’information pour la gestion des eaux souterraines du bassin Rhin-Meuse :
Territoire communal : Occupation du sol (Corinne Land Cover); Cours d'eau (BD Carthage),
Géologie : Carte géologique; Coupes géologiques et techniques,
 Hydrogéologie : Masses d'eau souterraine; BD Lisa; Cartes piézométriques.
La commune est située dans le bassin versant du Rhin au sein du bassin Rhin-Meuse. Elle est drainée par l'ruisseau l'Arentele, le ruisseau de Dracourt, le ruisseau le Petit Durbion, Basse d'Obtinru et le ruisseau de la Soie,.
L'Arentèle, d'une longueur totale de 21,1 km, prend sa source dans la commune de Bruyères et se jette dans la Mortagne à Saint-Gorgon, après avoir traversé cinq communes.

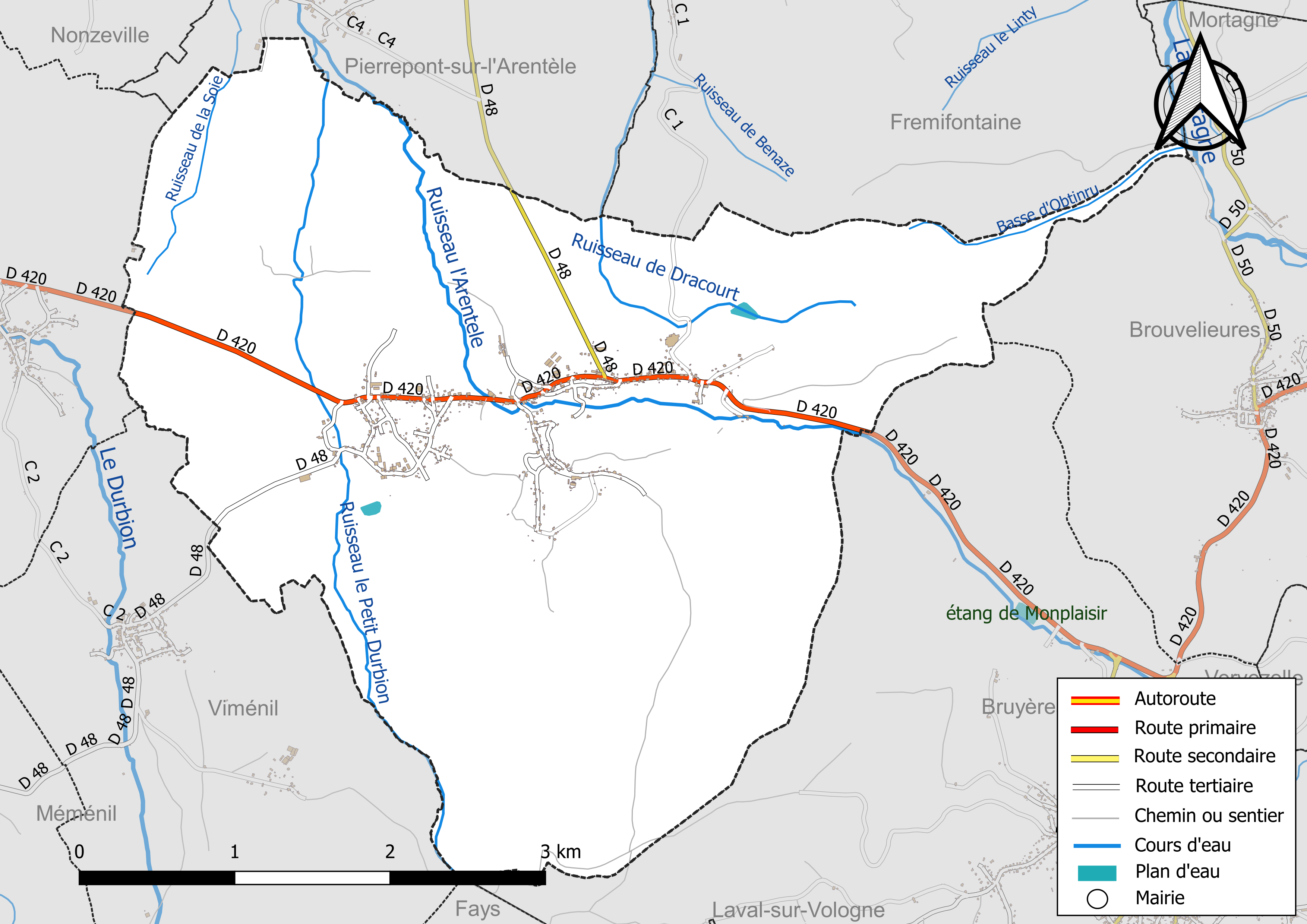
Réseaux hydrographique et routier de Grandvillers.

La qualité des eaux de baignade et des cours d’eau peut être consultée sur un site dédié géré par les agences de l’eau et l’Agence française pour la biodiversité.

### Climat
Pour des articles plus généraux, voir Climat du Grand Est et Climat des Vosges.
En 2010, le climat de la commune est de type climat de montagne, selon une étude du Centre national de la recherche scientifique s'appuyant sur une série de données couvrant la période 1971-2000. En 2020, Météo-France publie une typologie des climats de la France métropolitaine dans laquelle la commune est exposée à un climat semi-continental et est dans la région climatique  Vosges, caractérisée par une pluviométrie très élevée (1 500 à 2 000 mm/an) en toutes saisons et un hiver rude (moins de 1 °C). 
Pour la période 1971-2000, la température annuelle moyenne est de 9,5 °C, avec une amplitude thermique annuelle de 16,9 °C. Le cumul annuel moyen de précipitations est de 1 089 mm, avec 13,3 jours de précipitations en janvier et 10,5 jours en juillet. Pour la période 1991-2020, la température moyenne annuelle observée sur la station météorologique de Météo-France la plus proche, « Le Roulier_sapc », sur la commune du Roulier à 8 km à vol d'oiseau, est de 10,2 °C et le cumul annuel moyen de précipitations est de 1 000,2 mm. 
La température maximale relevée sur cette station est de 38,1 °C, atteinte le 25 juillet 2019 ; la température minimale est de −18,3 °C, atteinte le 20 décembre 2009,,. 
Les paramètres climatiques de la commune ont été estimés pour le milieu du siècle (2041-2070) selon différents scénarios d'émission de gaz à effet de serre à partir des nouvelles projections climatiques de référence DRIAS-2020. Ils sont consultables sur un site dédié publié par Météo-France en novembre 2022.

## Urbanisme

### Typologie
Au 1er janvier 2024, Grandvillers est catégorisée commune rurale à habitat dispersé, selon la nouvelle grille communale de densité à sept niveaux définie par l'Insee en 2022.
Elle est située hors unité urbaine. Par ailleurs la commune fait partie de l'aire d'attraction d'Épinal, dont elle est une commune de la couronne,. Cette aire, qui regroupe 118 communes, est catégorisée dans les aires de 50 000 à moins de 200 000 habitants,.

### Occupation des sols
L'occupation des sols de la commune, telle qu'elle ressort de la base de données européenne d’occupation biophysique des sols Corine Land Cover (CLC), est marquée par l'importance des forêts et milieux semi-naturels (63,9 % en 2018), une proportion sensiblement équivalente à celle de 1990 (64 %). La répartition détaillée en 2018 est la suivante : 
forêts (62 %), zones agricoles hétérogènes (23,5 %), zones urbanisées (4,9 %), terres arables (4,9 %), prairies (2,7 %), milieux à végétation arbustive et/ou herbacée (2 %). L'évolution de l’occupation des sols de la commune et de ses infrastructures peut être observée sur les différentes représentations cartographiques du territoire : la carte de Cassini (XVIIIe siècle), la carte d'état-major (1820-1866) et les cartes ou photos aériennes de l'IGN pour la période actuelle (1950 à aujourd'hui).

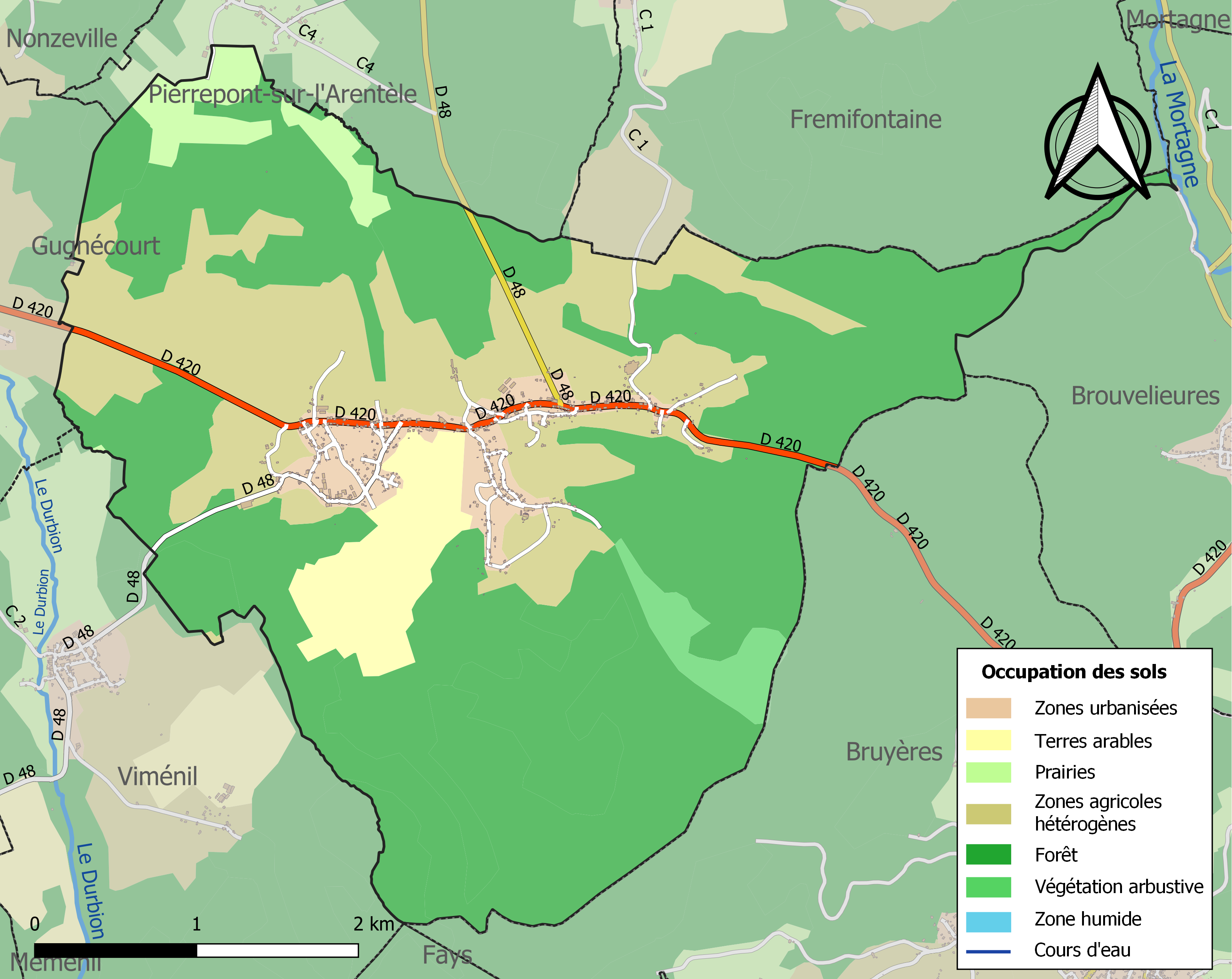
Carte des infrastructures et de l'occupation des sols de la commune en 2018 (CLC).

## Toponymie
Le nom de la localité est attesté sous les formes Granswillari (890) ; Granvilar (1114) ; Grandviler (1232) ; Granveler (1255) ; Grantvilleir (1255) ; Decima de Magnovillari (1259) ; Johannes de Grandivilari (1298) ; Grantviller (XIVe siècle) ; Grant Villers (XIVe siècle) ; De Granvillari (1402) ; Grandviller (1437) ; Crainviller, Grainviller (XVIIe siècle) ; Grandvillier (1751) ; Grandvillé (1771) ; Lâtre ou Grandviller (1779) ; Grandviller dit Laitre (XVIIIe siècle).

De l,adjectif du bas latin grande « grand » et villare. 
Historiquement, le village était fractionné en plusieurs hameaux formant aujourd'hui une agglomération continue (l'Étang l'Abbé, le Grand Mont, le Petit Mont...)

## Histoire

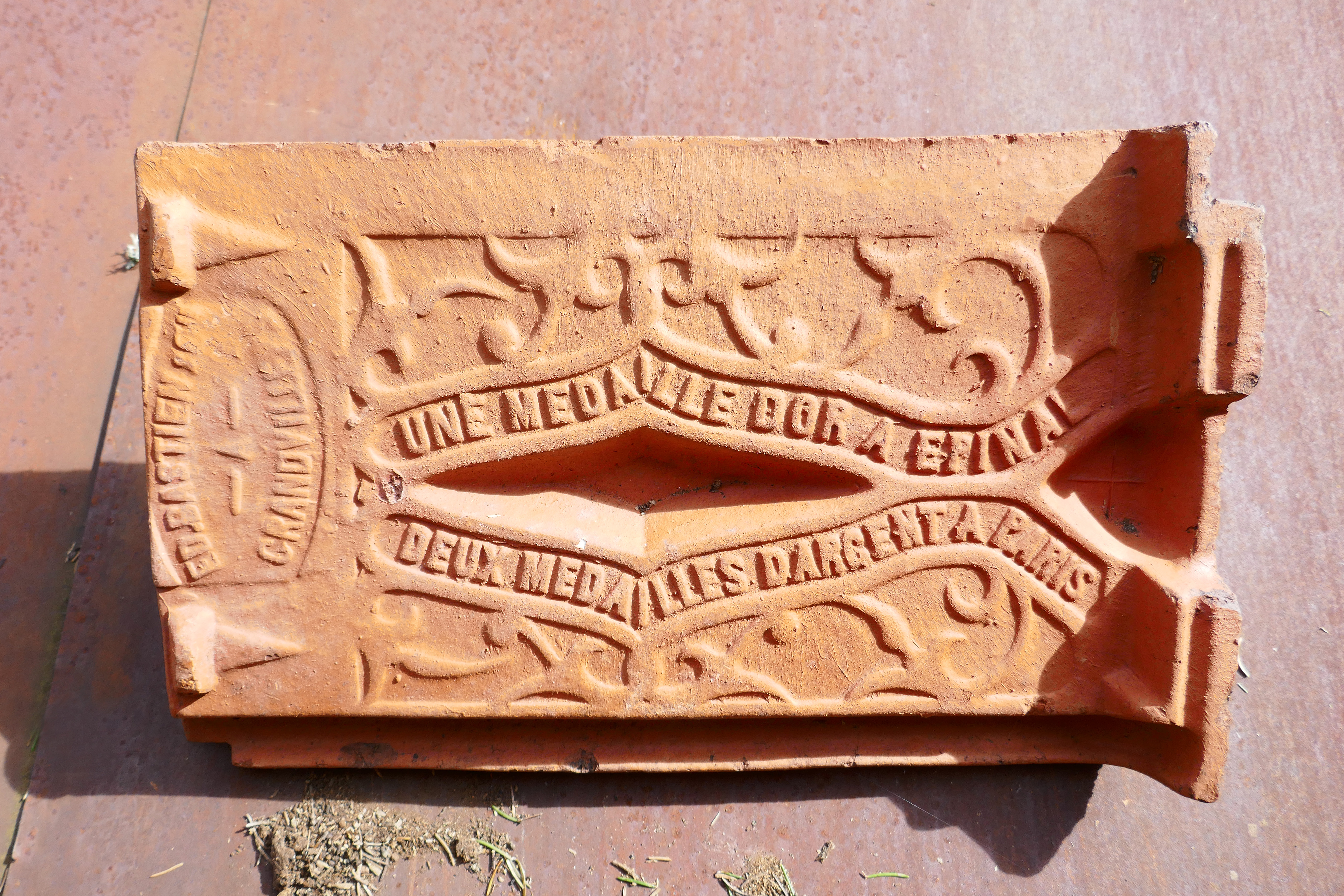
Tuile des établissements Bastien.

Le village dispose d'un passé industriel (voir ci-après la section Économie / Commerces et services):
- 1821 : papeterie  des Chaseaux du Faing, puis cartonneries Jacquemin jusqu'à la fin du XXe siècle.
- 1865 : Fondation de la Tuilerie Guerin, gérée par le groupe industriel Bastien dès 1883, qui intègre celles de Deyvillers (1902) et d'Aydoilles (1904).
- 1902 Charles Bastien devient maire de Grandvillers, jusqu'à sa mort en 1923.
- Dans la nuit du 30 octobre 1974, la tuilerie est détruite par un incendie[21].

## Politique et administration

### Découpage territorial
Grandvillers fut une des communes fondatrices de la communauté de communes de l'Arentèle-Durbion-Padozel dont elle a été membre de 2003 à 2013.
Depuis le 1er janvier 2014 elle est intégrée à la communauté de communes Vologne-Durbion.
Par arrêté préfectoral du 15 septembre 2023, la commune est retirée le 1er janvier 2024 de l'arrondissement d'Épinal et rattachée à l'arrondissement de Saint-Dié-des-Vosges.

### Liste des maires
| Période                                  | Période                       | Identité           | Étiquette | Qualité   |
| ---------------------------------------- | ----------------------------- | ------------------ | --------- | --------- |
| Les données manquantes sont à compléter. |                               |                    |           |           |
|                                          |                               | Étienne Virion     |           |           |
| mars 2008                                | En cours (au 18 février 2015) | Charles Schlachter |           | Comptable |

### Budget et fiscalité 2023

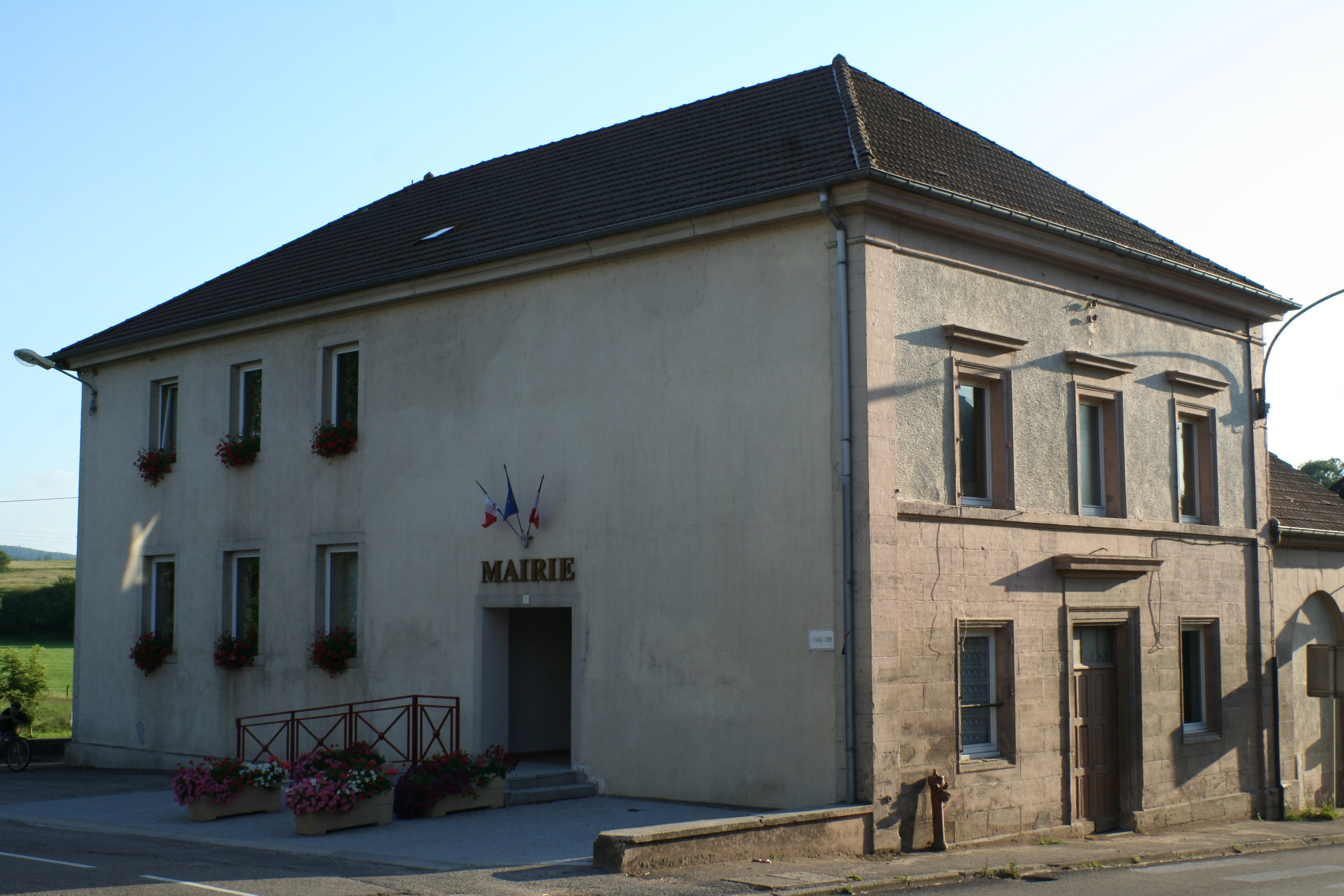
La mairie.

En 2023, le budget de la commune était constitué ainsi :
- total des produits de fonctionnement : 531 000 €, soit 711 € par habitant ;
- total des charges de fonctionnement : 443 000 €, soit 593 € par habitant ;
- total des ressources d'investissement : 120 000 €, soit 161 € par habitant ;
- total des emplois d'investissement : 112 000 €, soit 150 € par habitant ;
- endettement : 20 000 €, soit 27 € par habitant.

Avec les taux de fiscalité suivants :
- taxe d'habitation : 15,07 % ;
- taxe foncière sur les propriétés bâties : 32,26 % ;
- taxe foncière sur les propriétés non bâties : 16,93 % ;
- taxe additionnelle à la taxe foncière sur les propriétés non bâties : 0,00 % ;
- cotisation foncière des entreprises : 0,00 %.

Chiffres clés Revenus et pauvreté des ménages en 2021 : médiane en 2021 du revenu disponible, par unité de consommation : 21 640 €.

## Population et société

### Démographie

#### Évolution démographique
L'évolution du nombre d'habitants est connue à travers les recensements de la population effectués dans la commune depuis 1793. Pour les communes de moins de 10 000 habitants, une enquête de recensement portant sur toute la population est réalisée tous les cinq ans, les populations de référence des années intermédiaires étant quant à elles estimées par interpolation ou extrapolation. Pour la commune, le premier recensement exhaustif entrant dans le cadre du nouveau dispositif a été réalisé en 2008.

En 2022, la commune comptait 724 habitants, en évolution de −5,24 % par rapport à 2016 (Vosges : −2,96 %, France hors Mayotte : +2,11 %).
| 1793 | 1800 | 1806 | 1821 | 1831  | 1836  | 1841  | 1846  | 1856  |
| ---- | ---- | ---- | ---- | ----- | ----- | ----- | ----- | ----- |
| 627  | 615  | 815  | 912  | 1 091 | 1 102 | 1 052 | 1 077 | 1 051 |

| 1861  | 1866  | 1876  | 1881  | 1886  | 1891  | 1896  | 1901  | 1906  |
| ----- | ----- | ----- | ----- | ----- | ----- | ----- | ----- | ----- |
| 1 096 | 1 091 | 1 151 | 1 141 | 1 083 | 1 055 | 1 041 | 1 056 | 1 068 |

| 1911  | 1921 | 1926 | 1931 | 1936 | 1946 | 1954 | 1962 | 1968 |
| ----- | ---- | ---- | ---- | ---- | ---- | ---- | ---- | ---- |
| 1 017 | 860  | 741  | 709  | 682  | 656  | 648  | 645  | 681  |

| 1975 | 1982 | 1990 | 1999 | 2006 | 2008 | 2013 | 2018 | 2022 |
| ---- | ---- | ---- | ---- | ---- | ---- | ---- | ---- | ---- |
| 631  | 619  | 666  | 712  | 700  | 697  | 747  | 743  | 724  |

### Enseignement
Établissements d'enseignements :
- Écoles maternelles et primaires à  Grandvillers[33], Viménil, Fremifontaine, Brouvelieures, Bruyères, Pierrepont-sur-l'Arentèle, Gugnécourt.
- Collèges à Bruyères, Rambervillers, Épinal.
- Lycées à Bruyères, La Baffe, Épinal.

### Santé
Professionnels et établissements de santé :
- Médecins à Grandvillers, Brouvelieures, Bruyères, Laveline-devant-Bruyères, Docelles.
- Pharmacies à Bruyères, Docelles, Granges-sur-Vologne, Deyvillers, Rambervillers.
- Hôpitaux à Bruyères, Rambervillers, Épinal, Golbey.

### Cultes
- Culte catholique, Paroisse "Notre-Dame-du-Pays-de-l'Avison"[35], Diocèse de Saint-Dié.

## Économie

### Entreprises et commerces

#### Agriculture
- Culture de plantes à épices, aromatiques, médicinales et pharmaceutiques[36].
- Culture et élevage associés.
- Autres cultures permanentes.
- Élevage d'autres bovins et de buffles.
- Exploitation forestière.
- Élevage d'autres animaux.
- Élevage de porcins.
- Élevage de chevaux et d'autres équidés.

#### Tourisme
- Hébergements et restauration à Grandvillers, Frémifontaine, Bruyères, Champ-le-Duc, Docelles[37].

#### Commerces et services
- Commerces et services de proximité[38].
- Biscuiterie (Bernhardt)[39].
- Caisserie Hatton[40].
- Caisserie Romary[41].
- Cartonnerie François Jacquemin[42].
- Cartonnerie Yvan Jacquemin[43].
- Tissage Gremillet[44]
- Scierie Jacquemin[45].
- Ancienne tuilerie[46].

## Culture locale et patrimoine

### Lieux et monuments

Église de la Nativité de Notre-Dame
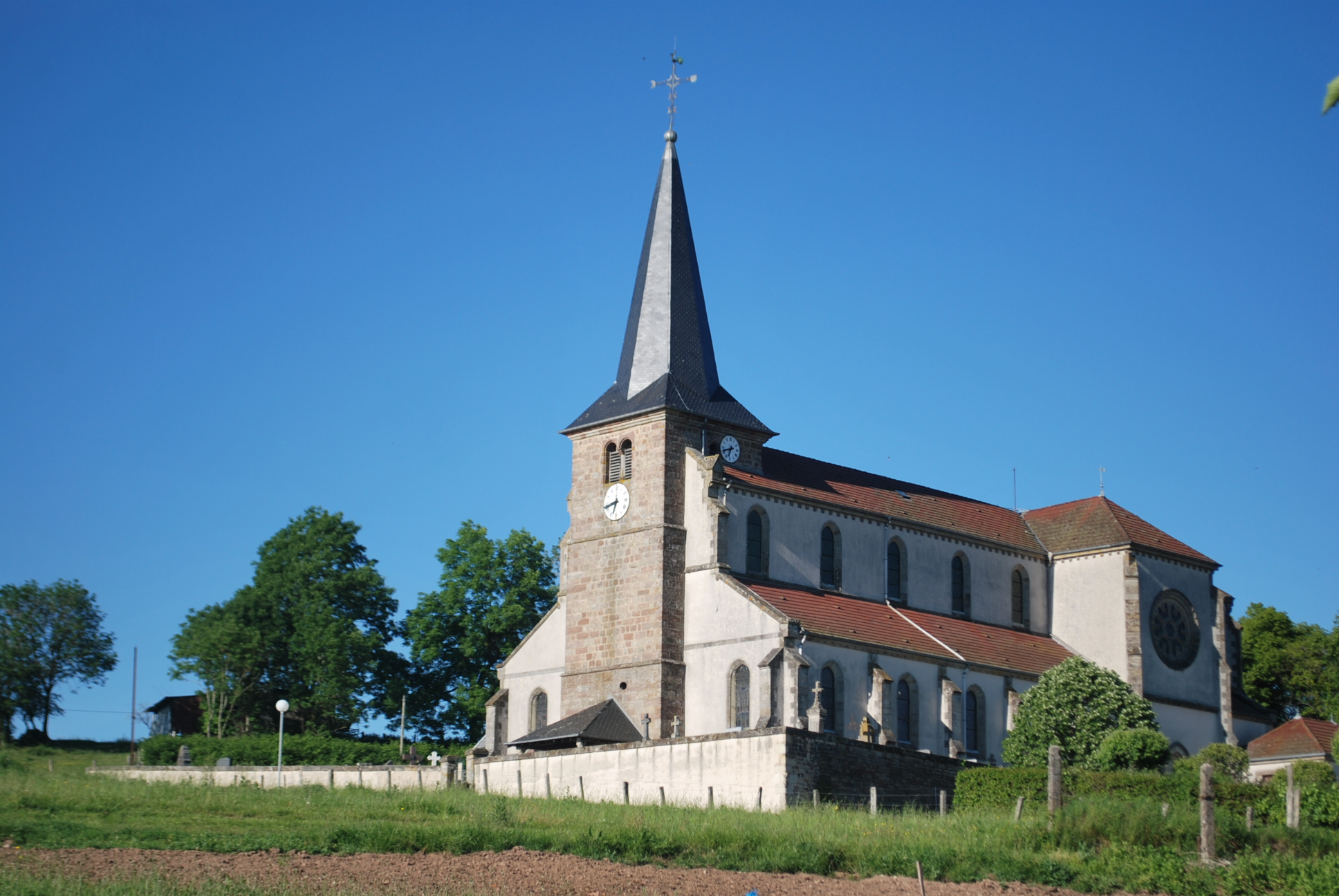
.
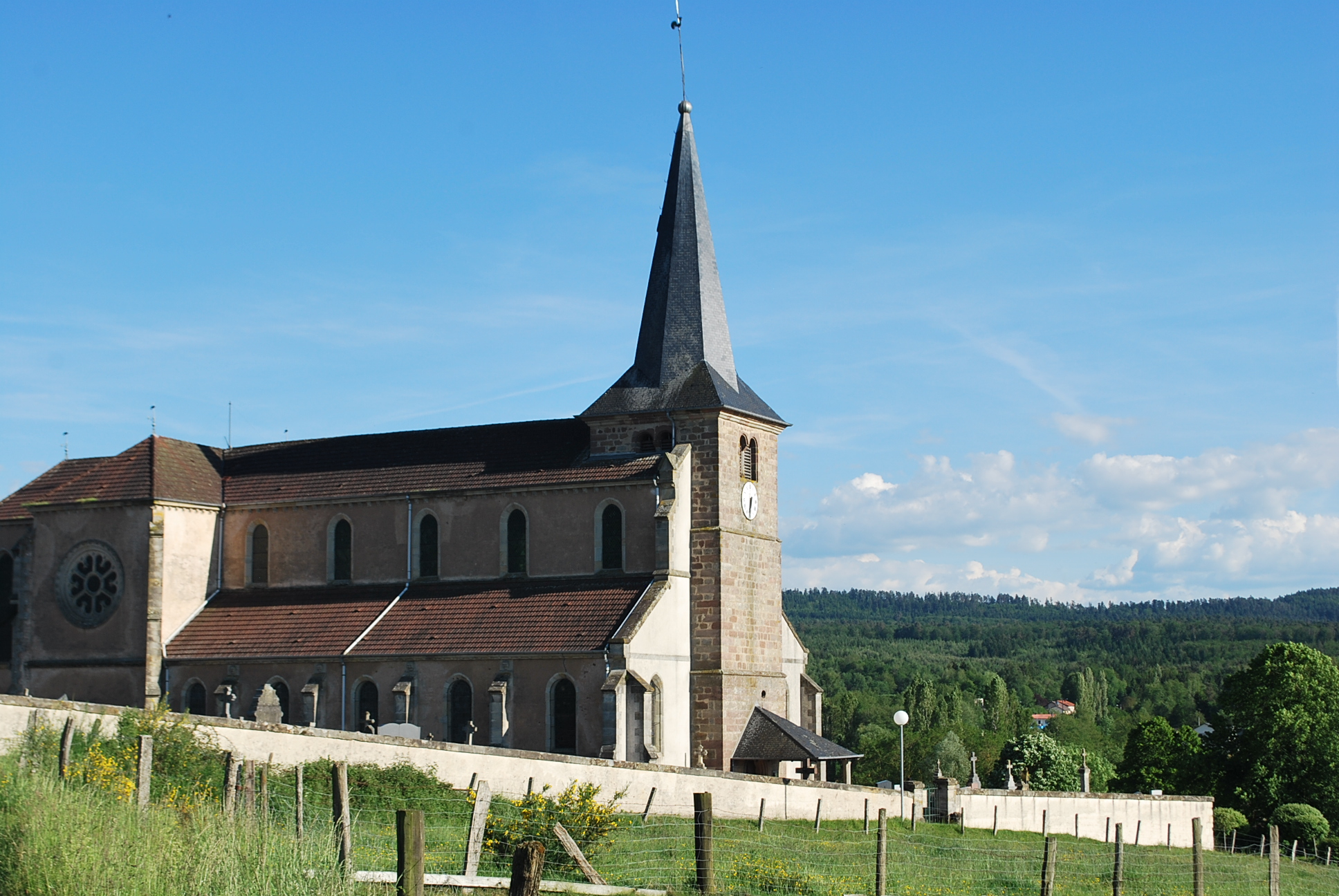
.
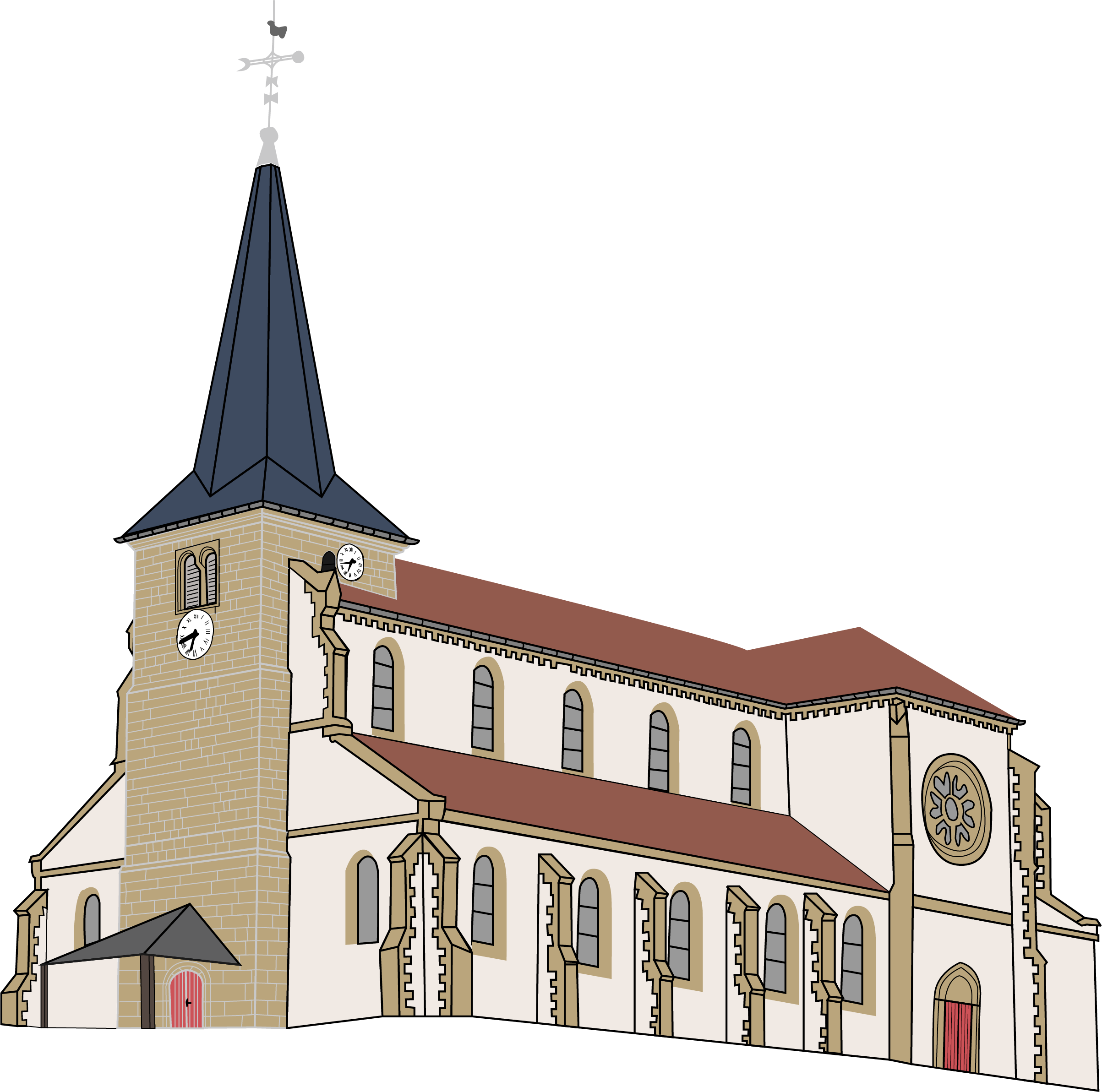
.
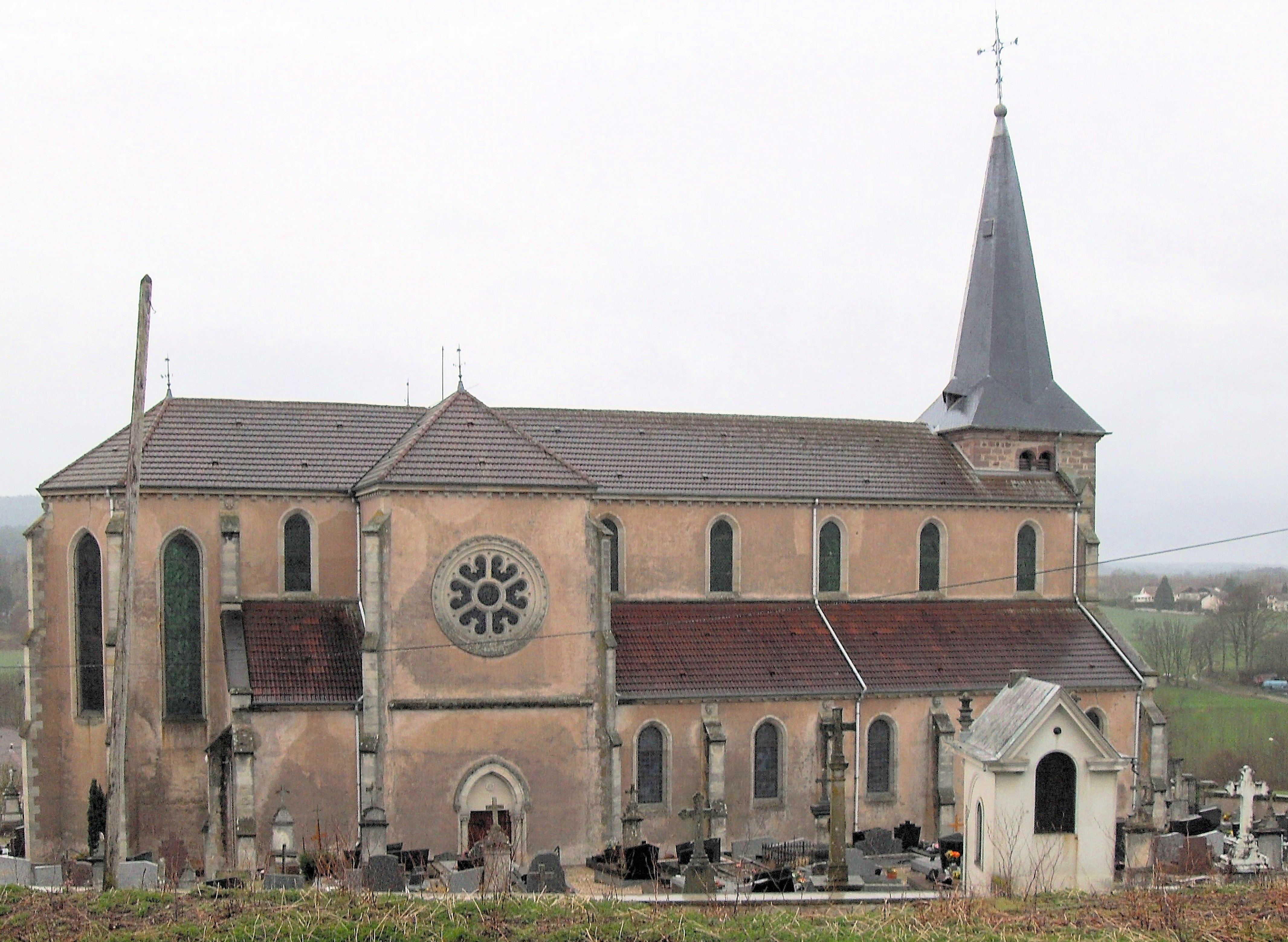
.

- L'église, de style néogothique, achevée vers 1876 en intégrant un clocher plus ancien. Elle a été construite sur un plan basilical : bas-côtés plus bas que la nef centrale percée de fenêtres hautes[47].
- Chapelle de Saint Romaric[48].
- Plaque ancienne 1603[49].

Patrimoine mobilier :
* Vitraux.
Vitrail Augustin Romary.
* Statue Saint-Romaric.
* Maître-Autel XIXe siècle.
* Fonts Baptismaux.
* L'orgue a été construit par Jaquot-Jeanpierre & Cie en 1894,,.
- Tombe de l'Abbé Tihay[58].
- Croix :

* Croix chemin de la Croix.
* Croix dans le cimetière.
* Croix de la Faing du Bois.
* Croix de Sautehaye.
* Croix Route de rambervillers.
* Croix rue de la Mairie.
Patrimoine rural : 
* Moulin Jacquot.
* Maison de Maître dite "Le Château Blanc".
* Maison ancienne (Colot).
* Maison Ancienne (Moinel).
* Maison Laurent.
* Maison ancienne (Brasserie).
* Partage d'eau.
- Monument aux Morts[72],[73].
- Chêne de la Vierge[74].

### Personnalités liées à la commune
- Charles Tihay (1820-1885), prêtre catholique, auteur de plusieurs brevets d'invention, dont le « polycorde à transpositeur universel » et le « pédalier à roulement à billes », inhumé à Grandvillers auprès de sa famille[75],[76]
- Joseph Poussot (1861-1891), neveu de Charles Tihay, concepteur d'un violon monocorde à clavier, né à Grandvillers[75].

### Héraldique, logotype et devise
Commune sans blason.

## Pour approfondir